# Sintagma

Un esempio di sintagma preposizionale, raffigurato mediante una tipica rappresentazione ad albero: PP sta per Prepositional Phrase (sintagma preposizionale), NP per Noun Phrase (sintagma nominale), Prep per preposizione, Ag per aggettivo, N per Noun (sostantivo)

In linguistica strutturale, il sintagma (dal greco antico σύνταγμα?, sýntagma, "composizione", "ordinamento") è un'unità della struttura sintattica di un enunciato.
In contesto di frase, si dicono 'sintagmi' dei costituenti strutturali (di proporzioni variabili), composti da elementi appartenenti a diverse categorie lessicali (o parti del discorso). Vanno individuati intuitivamente, secondo l'appartenenza di ciascuna parola a determinati "nodi" di riferimento.
Per Ferdinand de Saussure, che coniò il termine, esso indica «la combinazione di due o più elementi linguistici linearmente ordinati nella catena fonica».
La linguistica strutturale americana si è servita del termine phrase (sottordinata rispetto a clause); la grammatica generativa, invece, ha individuato nel sintagma delle teste e dei modificatori.

## Struttura gerarchica del sintagma
Si prenda ad esempio la frase italiana:
- Mario gioca in camera sua.

Il parlante adulto sa intuitivamente che, tra le diverse parole che costituiscono la frase, alcune hanno un legame più stretto con altre. In questa sorta di magnetismo tra le parole, si può evidenziare un legame tra le parole gioca in camera sua. Della stessa forza è il legame che si ravvisa in in camera sua. Priva di legame interno sembra invece la sequenza gioca in. Si provi a schematizzare:
- a[ b[Mario]b c[gioca d[in e[camera f[sua]f ]e ]d ]c ]a.

Ricomponendo la frase secondo i nodi intuitivamente individuati, avremo:
- a = l'intera frase
- b = Mario
- c = gioca in camera sua
- d = in camera sua
- e = camera sua
- f = sua

Come si vede, ogni costituente sintattico (o sintagma) si raccoglie insieme ad altri per formare costituenti più complessi, secondo una struttura gerarchica. Alcuni costituenti sono sovraordinati, altri sottordinati: il nodo "e" è sottordinato rispetto a "d", che a sua volta è sottordinato a "c". Tra i costituenti vi può essere un rapporto di mediatezza o di immediatezza: si dirà allora che "b" e "c" sono "costituenti immediati" di "a", mentre gioca + in camera sua sono "costituenti mediati" dell'intera frase ("a").
Da quanto detto, si evince che non ogni sequenza di parole forma un sintagma: si è visto il caso di gioca in, sequenza di parole che non sono riconducibili a uno stesso nodo, almeno senza coinvolgere anche le parole che seguono, camera e sua, che insieme a gioca e a in sono riconducibili allo stesso nodo "c". Si dirà allora che tra gioca e in passa un confine di sintagma.
Si può allora tornare a definire il sintagma, alla luce della terminologia illustrata nell'esempio, come "un costituente formato da parole dominate da uno stesso nodo".
Risulta peraltro evidente che un sintagma può essere formato da parole o da altri sintagmi (che gli sono sottordinati).
Il sintagma non è insomma una struttura rigida, in quanto può essere scisso o raggruppato in unità logiche maggiori o minori a seconda del riferimento logico da cui parte l'analisi dell'enunciato.

## Sintagmi discontinui
È poi altresì vero che le parole che formano un sintagma non devono per forza essere successive: si dà infatti il caso di "intrusioni" (o "interposizioni") di altre parole, che pongono a distanza le parole che costituiscono sintagma. Così ad esempio, nella frase italiana
- Vado subito via.

la parola subito si interpone tra le parole che formano il sintagma vado via. È possibile fare altri esempi in altre lingue.
In inglese, tipicamente con i phrasal verbs (o "verbi sintagmatici"):
- Miss Otis woke Dan up at 6 ("La signora Otis svegliò Dan alle 6").

dove il sintagma woke up vede l'intrusione del complemento oggetto (Dan).
In tedesco:
- Ich rufe morgen wieder an.

In latino:
- Adgnosco veteris vestigia flammae. ("Riconosco dell'antica tracce fiamma")

## Dipendenza
Tra i sintagmi sussistono inoltre diversi legami logici, che ne denunciano l'accordo o la reggenza. Tra due sintagmi sussiste spesso un rapporto di "dipendenza sintattica", in quanto uno dei due non potrebbe esistere senza l'altro. Il sintagma indispensabile viene chiamato "dominante": nel sintagma il mio amico di Genova è arrivato ieri, il sintagma il mio amico è dominante rispetto a di Genova.
Alcuni sintagmi, al contrario, appaiono slegati da qualsiasi connessione logica e denunciano solo una "connessione a senso", come il genitivo assoluto in greco o l'ablativo assoluto in latino. Esempi di sintagmi connessi a senso in italiano sono per esempio le costruzioni cosiddette "implicite" con il gerundio e gli anacoluti.

## Testa e modificatori
La parola fondamentale di un sintagma, senza la quale questo non sussisterebbe, è chiamata "testa". Gli altri elementi sono detti "modificatori".
Si veda il semplice esempio
- Funziona bene.

È facile constatare che la parola bene può essere soppressa senza che ne risulti compromessa la sintassi complessiva, mentre ciò non è altrettanto vero per il verbo funziona. Si dirà quindi che funziona è la testa di questo sintagma, mentre bene è un modificatore.
Ancora un esempio. Nella frase:
- Il mio gatto ha fatto indigestione di sgombro.

il sintagma che indica il soggetto della frase è Il mio gatto. In questo sintagma la testa è gatto, mentre il e mio sono modificatori.

## Classificazione dei sintagmi
I sintagmi vengono classificati a seconda della categoria lessicale a cui appartiene la parola che funge da testa:
- Il mio gatto è un sintagma nominale, in quanto la testa è il nome gatto.
- ha fatto indigestione è un sintagma verbale, poiché la testa in questo caso è ha fatto.
- di sgombro è un sintagma preposizionale, in quanto la testa è di.

### Sintagmi verbali
Il sintagma verbale è quello che ricorre con maggior frequenza. Può essere formato da un verbo coniugato o da un verbo unito ad altri modificatori. Questi possono essere nomi, aggettivi, avverbi oppure sintagmi preposizionali strettamente dipendenti da quello verbale.

### Sintagmi nominali
Oltre all'azione o allo stato descritti dal verbo, l'elemento centrale del messaggio veicolato da un enunciato può essere costituito da uno dei protagonisti. Soggetto e oggetto sono costituiti da sintagmi nominali, la cui testa è costituita da un sostantivo, da un pronome o dai suoi modificatori.
Un sintagma nominale può a sua volta essere compreso all'interno di un sintagma verbale, sia quando questo ha forma predicativa che quando questo ha forma copulativa. Nell'enunciato Piero e Gianni sono i miei amici di Genova, per esempio, il sintagma verbale è propriamente costituito da sono i miei amici di Genova, che è a sua volta scomponibile in un nuovo sintagma verbale (copula sono) e in un sintagma nominale, i miei amici di Genova; quest'ultimo può essere a sua volta scomposto in un sintagma nominale (i miei amici) e in uno preposizionale (di Genova).
All'interno dei sintagmi nominali è la testa a determinare l'accordo morfologico dei suoi eventuali modificatori (il mio amico genovese - i miei amici genovesi) o di eventuali sintagmi aggettivali (ad esempio, i miei amici sono genovesi).
Nelle lingue dal sistema flessivo ridotto, come l'inglese, i modificatori sono invariabili.

## Abbreviazioni correnti per i tipi di sintagmi
In inglese al termine sintagma corrisponde la parola phrase. Ecco perché anche le abbreviazioni, redatte dalla scuola americana del XX secolo, si riferiscono proprio a questo termine:
- NP Noun Phrase = sintagma nominale (SN)
- VP Verb Phrase = sintagma verbale (SV)
- PP Preposition Phrase = sintagma preposizionale (SP)
- AP Adjective Phrase = sintagma aggettivale (SA)
- CP COMPlementizer Phrase = sintagma di complementatore (SC)
- IP Inflection Phrase = sintagma di flessione (SF)
- DP Determiner Phrase = sintagma determinante (SD)
- AdvP Adverbial Phrase = sintagma avverbiale (SAdv)[10]

Altre abbreviazioni, sviluppate nel quadro della grammatica generativa dalla teoria dei principi e dei parametri, a partire dagli anni ottanta del XX secolo:
- TP Tense Phrase = sintagma del tempo
- AspP Aspect Phrase = sintagma dell'aspetto
- FocP Focus Phrase = sintagma del Focus (parte di maggiore salienza di un enunciato)
- TopP Topic Phrase = sintagma del topic
- QP Quantifier Phrase = sintagma del quantificatore
- ForceP Force Phrase = sintagma della forza frasale
- FinP Finiteness Phrase = sintagma della finitezza